# Verworven hypertrichosis lanuginosa
Verworven hypertrichosis lanuginosa is een zeldzame huidverandering als onderdeel van een paraneoplastisch syndroom bij metastase carcinomen van inwendige organen, waarbij lanugo plotseling begint te groeien op de haarloze huid van gelaat, nek, romp (okselhaar en schaamhaar) en ledematen. Synoniemen zijn: Herzberg-Potjan-Gebauer-syndroom, Hypertrichosis lanuginosa acquisita, hypertrichosis paraneoplasia-syndroom, verworven lanugo-hypertrichose; Lanugo-hypertrichose.
De naam Herzberg-Potjan-Gebauer-syndroom verwijst naar de auteurs van de eerste beschrijving uit 1968 door de Duitse artsen J.J. Herzberg, K. Potjan en D. Gebauer.

## Pathologie
Het mechanisme is niet duidelijk; er wordt vermoed dat er sprake is van een ‘pilottropische factor’ bij paraneoplasie (vooral bij metastatische carcinomen).

## Klinische manifestaties
Klinische criteria zijn:
- Plotseling optreden van hypertrichose, ook in verder haarloze gebieden met een vachtachtig uiterlijk
- Extra haarlengte tot 15 cm

Bovendien kan er sprake zijn van begeleidende hypertrofie van de tongpapillen, ontsteking van de tong met een branderig gevoel, diarree, smaakstoring en/of gewichtsverlies.

Het gaat samen met lymfoom of kanker van gastro-intestinaal systeem, urinewegstelsel, long, borst, uterus of ovarium.